# Arroganz (Band)
Arroganz ist eine deutsche Metal-Band aus Cottbus. Der Musikstil stellt eine Mischung aus Death- und Black-Metal dar.

## Geschichte
Arroganz wurde Anfang 2008 durch -K- und -M- in Cottbus gegründet. Die beiden Musiker kannten sich schon seit der Jugend und spielten zuvor bereits zusammen in einer Band und in diversen anderen Projekten. Wenige Monate nach der Gründung stieß -L- als Schlagzeuger zur Band dazu. Durch erste Auftritte auf Underground-Konzerten und kleinen Festivals konnte Arroganz bereits 2008/2009 lokale Bekanntheit erreichen.
Nach einem Schlagzeugerwechsel im Sommer 2009 nahm die Band mit -T- als neuem Bandmitglied das drei Lieder umfassende Demo Burning Souls in Eigenregie auf. Nachdem die Band im Februar 2010 einen Plattenvertrag mit dem neugegründeten Cottbuser Label Blacksmith Records bekam, wurde das Demo als EP im April 2010 offiziell veröffentlicht. Die Ep erhielt in zahlreichen Rezensionen hohe Punktezahlen und gute Kritiken. Rock-Hard-Autor Frank Albrecht kommentierte die Ep mit den Worten “Eine gelungene Synthese aus Schwarzmetal und Death Metal. Respektabel!”
Durch das positive Feedback auf die Veröffentlichung wurde der Vertrag mit Blacksmith Records um weitere Alben verlängert. Im Sommer 2010 trat die Band auf dem Gahlen moscht Open Air und dem Wolfszeit Festival auf, und konnte in der Woche vor dem Wolfszeit Festival in acht Tagen die Aufnahmen zum Debütalbum abschließen. In der zweiten Jahreshälfte 2010 begleitete Arroganz Varg auf deren Blutaar über Europa Tour sowie Dark Funeral auf der A Declaration of Hate Tour. Das erste Full-length Album von Arroganz erschien im April 2011 unter dem Titel Dark and Deathless über Blacksmith Records. Die Promotion des Albums fand im Mai 2011 im Zuge der Death Infernal Tour der schwedischen Death-Metal-Band Demonical statt. Weitere Auftritte absolvierte die Band unter anderem auf dem In Flammen Open Air und dem Sick Midsummer Open Air.
Im Jahr 2012 spielte Arroganz auf dem Darkmoon Festival sowie dem Rock for Roots. Ende Juli begab sich die Band in das Blacksmith Records Studio für die Aufnahmen zum zweiten Studioalbum, die am 16. August 2012 abgeschlossen werden konnten. Im November 2012 drehte die Band zum Lied Blood Ceremony ihr erstes Musikvideo. Wenig später konnte Ende November die Produktion von kaos.kult.kreation mit dem Mastering abgeschlossen werden. Diesen Arbeitsschritt übernahm Ola Lindgren, bekannt von der schwedischen Death-Metal-Band Grave.
Am 13. März 2013 erschien das zweite Studioalbum der Band kaos.kult.kreation über Blacksmith Records. Das Release-Konzert dazu fand am 16. März in der La Casa Bar in Cottbus statt und stellte zudem den letzten Auftritt des Gründungsmitgliedes -M- dar, der die Band aus persönlichen Gründen verließ. Ein Ersatz wurde bereits gefunden. Bereits vor der Veröffentlichung erhielt das Album in zahlreichen nationalen und internationalen Fachzeitschriften und Webzines sehr gute Kritiken. Im deutschen Rock-Hard-Magazin wurde das Album zur „Bonusbombe“ der Ausgabe März 2013 gekürt, mit 8 von 10 Punkten bewertet und das von Frank Albrecht verfasste Review mit den Worten „Keine Frage: Arroganz stehen kurz vor dem Sprung in die höchste Liga.“ geschlossen. Am 16. April 2013 stellte die Band mit -P- den Nachfolger von Gitarrist -M- vor.

## Stil
Arroganz kombiniert in ihrer Musik Death- mit Black Metal, aufgrund des keifenden Gesangs tendiert die Musik jedoch stärker zum Black Metal. Die Kompositionen fallen bis weilen anspruchsvoll und technisch aus. Vereinzelt sind auch sphärische Melodien sowie Elemente des Doom- und Thrash-Metals eingebaut. Verglichen wird die Musik von Arroganz unter anderem mit Satyricon, Celtic Frost, Ketzer und Naglfar sowie Desaster Krisiun, Morbid Angel, Pestilence, Asphyx, Totenmond, Pungent Stench, Necros Christos, und Demonical.

## Diskografie

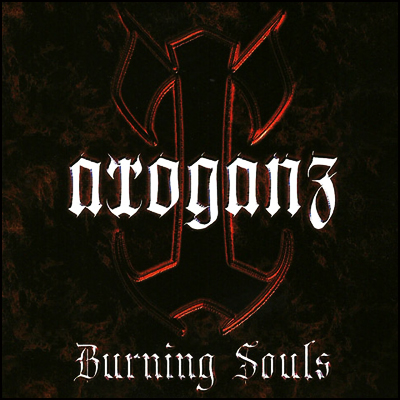
Burning Souls Artwork
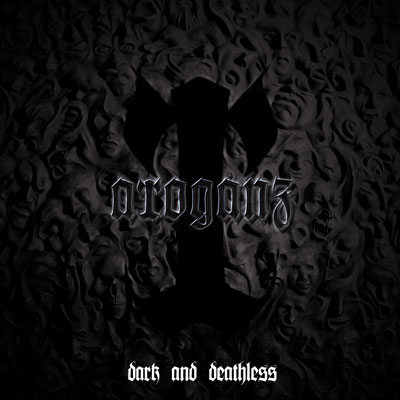
Dark and Deathless Artwork
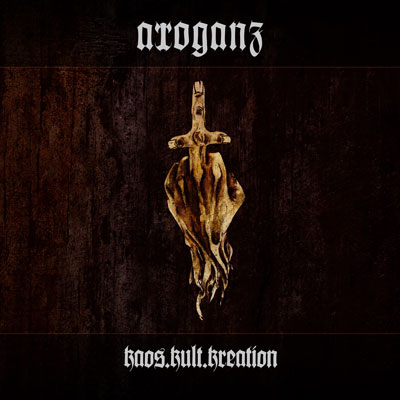
kaos.kult.kreation Artwork

- 2010: Burning Souls (EP, Blacksmith Records)
- 2011: Dark and Deathless (Album, Blacksmith Records)
- 2013: kaos.kult.kreation (Album, Blacksmith Records)
- 2014: Tod & Teufel (Album, FDA Rekotz)
- 2017: Primitiv (Album, FDA Records)